# Орлов, Николай Фёдорович
Николай Фёдорович Орлов (23 января 1900 ― 1 декабря 1976) ― русский советский пианист, музыковед и музыкальный педагог. Директор Уральской консерватории имени М. П. Мусоргского в 1945―1949 годах и ректор Новосибирской консерватории в 1956―1960 годах.

## Биография
Родился 23 января 1900 года. Окончил три курса юридического факультета Московского университета и фортепианный факультет Московского филармонического училища в 1919 году.
В 1920―1922 годах ― на работе в Одесской музыкальной академии, в 1922―1928 годах ― в Винницком музыкальном техникуме, в 1928―1934 годах ― в Саратовском музыкальном техникуме.
В 1934 году был репрессирован по 58-й статье УК РСФСР, был приговорён к трём года исправительно-трудовых лагерей. Наказание отбывал на Дальнем Востоке в городе Свободном и в ноябре 1936 года был досрочно освобожден. В 1953 году был реабилитирован.
В 1937―1945 годах ― в Ташкентской музыкальной школе, затем ― в Ташкентской консерватории. В 1945―1949 годах ― директор Уральской консерватории. В 1949―1950 годах ― доцент Московской консерватории. Также преподавал в Рязанском музыкальном училище (1950―1952), в Алма-Атинской консерватории (1952―1954; 1966―1967) и в Белорусской консерватории (1954―1956).
Был первым ректором Новосибирской консерватории, возглавлял её с 1956 по 1960 год, одновременно был заведующим кафедрой истории и теории музыки.
В 1965 году вступил в КПСС. Будучи ректором, имел романтические отношения с замужней женщиной, впоследствии ставшей его супругой (с первой женой к тому моменту развёлся и она уже скончалась). Их отношения снискали неприязнь со стороны членов партии и руководства Министерства образования, из-за чего Орлов был вынужден покинуть Новосибирск и снова переехать в Ташкент.
В Ташкенте, он, как и в 40-е годы, снова стал заведующим кафедрой (1960—1966). В 1966 году — вновь в Алма-Ате, где консерватория к тому времени была преобразована в Институт искусств и где он стал деканом (1966—1967).
С 1967 года работал в Ростовской консерватории.
Кандидат искусствоведения (1943), защитил диссертацию по опере «Дон Жуан» Моцарта. Научные труды посвящены западноевропейской музыке. По отзывам современников, отличался большим кругозором, знал несколько иностранных языков.